# Lin Dan
Lin Dan (chinesisch 林丹, Pinyin Lín Dān, * 14. Oktober 1983 in der Großgemeinde Linjiang (Shanghang) in Longyan, Fujian, Volksrepublik China) ist ein ehemaliger chinesischer Badmintonspieler. Im Herreneinzel gewann er zweimal Gold bei den Olympischen Spielen, fünfmal die Weltmeisterschaft und sechsmal die All England. Mit 28 Jahren erreichte er mit dem Gewinn aller großen Turniere als erster und einziger Spieler überhaupt den sogenannten „Super Grand Slam“: Olympische Spiele, Weltmeisterschaft, All England, Thomas Cup, Sudirman Cup, World Cup, BWF Super Series Finals, Asienspiele und Asienmeisterschaft. Von vielen Experten wird er als bester Spieler aller Zeiten bezeichnet.
Lin Dan war zudem der erste Spieler im Herreneinzel, der die Olympischen Spiele wiederholt nach 2008 in Peking, auch 2012 in London gewinnen konnte.

## Persönliches
In frühen Jahren lernte Lin Dan das Klavierspielen, entschied sich jedoch mit fünf Jahren für Badminton. Er trat mit 13 Jahren als Sportsoldat der Volksbefreiungsarmee bei und ist seit 2001 Teil der chinesischen Badmintonnationalmannschaft.
Am 10. April 2008 sorgte Lin Dan für Aufsehen, als er den chinesischen Nationaltrainer Ji Xinpeng vor Mannschaftskollegen und Reportern während eines Turniers im Vorfeld des Thomas Cups körperlich angriff.
Am 13. Dezember 2010 verlobte sich Lin Dan mit seiner langjährigen Partnerin, der ehemaligen Weltmeisterin im Dameneinzel-Badminton, Xie Xingfang in Haizhu, Guangzhou.
Am 23. September 2012 fand die Hochzeit und die anschließende Feier in der Polytechnischen Universität Peking statt.
Lin Dan hat mindestens fünf Tätowierungen, die bei den All England 2012 erstmals zutage traten. Auf seinem linken Oberarm trägt er ein Kreuz in Gedenken an seine christliche Großmutter. Fünf Sterne auf seinem linken Unterarm symbolisieren seine großen Titel. Die Tätowierung auf seinem rechten Oberarm mit dem Text „Until the end of world“ ist die englische Übersetzung des Songs „世界が終るまでは…“ (Sekai ga Owaru made wa...) der japanischen Band  Wands, welches in seinem Lieblingsanime Slam Dunk vorkommt. Das doppelte „F“ auf seinem rechten Unterarm steht für „Fang Fang“, der Kosename seiner Frau Xie Xingfang. Seine Initialen „LD“ sind auf seinem Nacken tätowiert. Diese Tätowierungen sorgten aufgrund seiner Militärangehörigkeit und seiner Religion für Kontroversen.
Am 17. Oktober 2012 bekam Lin Dan als erster aktiver chinesischer Badmintonspieler den Master der Huaqiao University.
Am 4. November 2016 bekamen Lin Dan und seine Frau Xie Xingfang einen Sohn.

## Weltrangliste
Mit der Veröffentlichung der BWF-Weltrangliste am 26. Februar 2004 führte Lin Dan diese zum ersten Mal an. Er hatte auf den Zweitplatzierten in der Rangliste immer wieder über längere Zeiträume einen Vorsprung von über 15.000 Punkten. Hierbei ist es wissenswert, dass es für einen Sieg bei einer Weltmeisterschaft oder den Gewinn der Olympischen Spiele 12.000 Punkte für den Sieger gibt. Ab dem 21. August 2008 führte Lee Chong Wei aus Malaysia die Weltrangliste drei Jahre und zehn Monate an, bis Lin Dan zum 21. Juni 2012 wieder für 14 Wochen auf Platz 1 geführt wurde. Ab dem 27. September 2012 übernahm Lee Chong Wei wieder die Spitze der Weltrangliste.

## Erfolge in Tabellen

### Herreneinzel

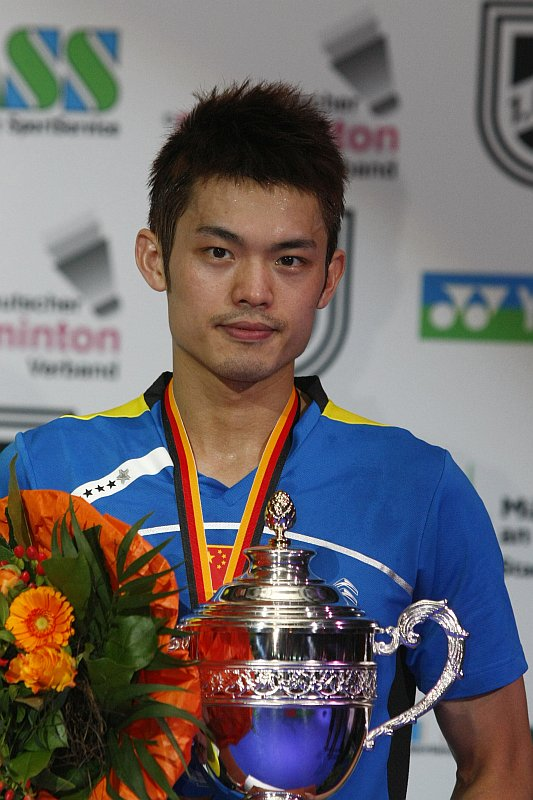
Lin Dan 2011 bei der Siegerehrung der German Open in Mülheim an der Ruhr

| Resultat                       | Jahr     | Ort / Turnier       | Gegner                | Ergebnis                    |
| ------------------------------ | -------- | ------------------- | --------------------- | --------------------------- |
| Olympische Spiele              |          |                     |                       |                             |
| Gold                           | 2008     | Peking              | Lee Chong Wei         | 21:12, 21:8                 |
| Gold                           | 2012     | London              | Lee Chong Wei         | 15:21, 21:10, 21:19         |
| 17./32.                        | 2004     | Athen               | Ronald Susilo         | 12:15, 10:15                |
| IBF/BWF-Weltmeisterschaften    |          |                     |                       |                             |
| Gold                           | 2006     | Madrid              | Bao Chunlai           | 18:21, 21:17, 21:12         |
| Gold                           | 2007     | Kuala Lumpur        | Sony Dwi Kuncoro      | 21:11, 22:20                |
| Gold                           | 2009     | Hyderabad           | Chen Jin              | 21:18, 21:16                |
| Gold                           | 2011     | London              | Lee Chong Wei         | 20:22, 21:14, 23:21         |
| Gold                           | 2013     | Guangzhou           | Lee Chong Wei         | 16:21, 21:13, 20:17 Aufgabe |
| Silber                         | 2005     | Anaheim             | Taufik Hidayat        | 3:15, 7:15                  |
| 5./8.                          | 2010     | Paris               | Park Sung-hwan        | 13:21, 13:21                |
| 5./8.                          | 2015     | Jakarta             | Jan Ø. Jørgensen      | 12:21, 15:21                |
| 9./16.                         | 2003     | Birmingham          | Xia Xuanze            | 10:15, 3:15                 |
| Asienspiele                    |          |                     |                       |                             |
| Gold                           | 2010     | Guangzhou           | Lee Chong Wei         | 21:13, 15:21, 21:10         |
| Gold                           | 2014     | Incheon             | Chen Long             | 12:21, 21:16, 21:16         |
| Silber                         | 2006     | Doha                | Taufik Hidayat        | 15:21, 20:22                |
| ABC/BAC-Asienmeisterschaften   |          |                     |                       |                             |
| Gold                           | 2010     | Doha                | Wang Zhengming        | 21:17, 21:15                |
| Gold                           | 2011     | Chengdu             | Bao Chunlai           | 21:19, 21:13                |
| Gold                           | 2014     | Gimcheon            | Shō Sasaki            | 14:21, 21:9, 21:15          |
| Gold                           | [20]2015 | Wuhan               | Tian Houwei           | 21:19, 21:8                 |
| Silber                         | 2001     | Manila              | Xia Xuanze            | 10:15, 9:15                 |
| Bronze                         | 2008     | Johor Bahru         | Chen Jin              | 13:21, 14:21                |
| Bronze                         | 2012     | Qingdao             | Chen Jin              | kampflos verloren           |
| Bronze                         | [21]2016 | Wuhan               | Lee Chong Wei         | 20:22, 21:15, 4:21          |
| 5./8.                          | 2013     | Taipeh              | Wang Zhengming        | kampflos verloren           |
| Ostasienspiele                 |          |                     |                       |                             |
| Silber                         | 2009     | Hongkong            | Choi Ho-jin           | 19:21, 18:21                |
| IBF/BWF World Cup              |          |                     |                       |                             |
| 1.                             | 2005     | Yiyang              | Boonsak Ponsana       | 21:14, 21:11                |
| 1.                             | 2006     | Yiyang              | Chen Yu               | 21:19, 19:21, 21:17         |
| BWF Super Series Finals        |          |                     |                       |                             |
| 1.                             | 2011     | Liuzhou             | Chen Long             | 21:12, 21:16                |
| BWF World Superseries Premier  |          |                     |                       |                             |
| 1.                             | 2011     | Korea Open          | Lee Chong Wei         | 21:19, 14:21, 21:16         |
| 2.                             | 2011     | All England         | Lee Chong Wei         | 17:21, 17:21                |
| 1.                             | 2011     | China Open          | Chen Long             | 21:17, 26:24                |
| 2.                             | 2012     | Korea Open          | Lee Chong Wei         | 21:12, 18:21, 14:21         |
| 1.                             | 2012     | All England         | Lee Chong Wei         | 21:19, 6:2 Aufgabe          |
| 2.                             | 2014     | China Open          | Srikanth Kidambi      | 19:21, 17:21                |
| 2.                             | [21]2015 | Malaysia Open       | Chen Long             | 22:20, 13:21, 11:21         |
| 1.                             | 2016     | All England         | Tian Houwei           | 21:9, 21:10                 |
| BWF World Superseries          |          |                     |                       |                             |
| 1.                             | 2007     | Korea Open          | Chen Jin              | 21:14, 21:19                |
| 1.                             | 2007     | All England         | Chen Yu               | 21:13, 21:12                |
| 1.                             | 2007     | China Masters       | Choong Hann Wong      | 21:19, 21:9                 |
| 1.                             | 2007     | Denmark Open        | Bao Chunlai           | 21:15, 21:12                |
| 1.                             | 2007     | Hong Kong Open      | Lee Chong Wei         | 9:21, 21:15, 21:15          |
| 2.                             | 2008     | Korea Open          | Lee Hyun-il           | 21:4, 21:23, 23:25          |
| 2.                             | 2008     | All England         | Chen Jin              | 20:22, 23:25                |
| 1.                             | 2008     | Swiss Open          | Lee Chong Wei         | 21:13, 21:18                |
| 1.                             | 2008     | China Open          | Lee Chong Wei         | 21:18, 21:9                 |
| 2.                             | 2008     | Hong Kong Open      | Chen Jin              | 9:21, 21:9, 17:21           |
| 1.                             | 2009     | All England         | Lee Chong Wei         | 21:19, 21:12                |
| 2.                             | 2009     | Swiss Open          | Lee Chong Wei         | 16:21, 16:21                |
| 1.                             | 2009     | China Masters       | Boonsak Ponsana       | 21:17, 21:17                |
| 1.                             | 2009     | French Open         | Taufik Hidayat        | 21:6, 21:15                 |
| 1.                             | 2009     | China Open          | Jan Ø. Jørgensen      | 21:12, 21:12                |
| 1.                             | 2010     | China Masters       | Chen Long             | 21:15, 13:21, 21:14         |
| 2.                             | 2010     | Japan Open          | Lee Chong Wei         | 20:22, 21:16, 17:21         |
| 2.                             | 2011     | Singapore Open      | Chen Jin              | kampflos verloren           |
| 1.                             | 2011     | Hong Kong Open      | Chen Jin              | 21:12, 21:19                |
| 1.                             | 2014     | Australian Open     | Simon Santoso         | 22:24, 21:16, 21:7          |
| 1.                             | [22]2015 | Japan Open          | Viktor Axelsen        | 21:19, 16:21, 21:19         |
| IBF World Grand Prix           |          |                     |                       |                             |
| 2.                             | 2001     | Danish Open         | Bao Chunlai           | 5:7, 1:7, 0:7               |
| 1.                             | 2002     | Korea Open          | Shon Seung-mo         | 1:7, 7:3, 7:3, 7:5          |
| 2.                             | 2003     | Japan Open          | Xia Xuanze            | 12:15, 10:15                |
| 1.                             | 2003     | Denmark Open        | Chen Yu               | 15:4, 15:6                  |
| 2.                             | 2003     | German Open         | Lee Hyun-il           | 4:15, 4:15                  |
| 1.                             | 2003     | Hong Kong Open      | Boonsak Ponsana       | 15:4, 9:15, 15:8            |
| 1.                             | 2003     | China Open          | Choong Hann Wong      | 17:16, 15:12                |
| 1.                             | 2004     | Swiss Open          | Bao Chunlai           | 15:12, 15:6                 |
| 1.                             | 2004     | All England         | Peter Gade            | 9:15, 15:5, 15:8            |
| 1.                             | 2004     | Denmark Open        | Xia Xuanze            | 15:12, 15:11                |
| 1.                             | 2004     | German Open         | Xia Xuanze            | 17:16, 15:9                 |
| 1.                             | 2004     | China Open          | Bao Chunlai           | 15:11, 15:10                |
| 1.                             | 2005     | German Open         | Muhammad Hafiz Hashim | 15:8, 15:8                  |
| 2.                             | 2005     | All England         | Chen Hong             | 15:8, 5:15, 2:15            |
| 1.                             | 2005     | Japan Open          | Chen Hong             | 15:4, 2:0 Aufgabe           |
| 2.                             | 2005     | Malaysia Open       | Lee Chong Wei         | 15:17, 15:9, 9:15           |
| 1.                             | 2005     | China Masters       | Bao Chunlai           | 15:6, 15:13                 |
| 1.                             | 2005     | Hong Kong Open      | Bao Chunlai           | 15:10, 15:4                 |
| 1.                             | 2006     | All England         | Lee Hyun-il           | 15:7, 15:7                  |
| 2.                             | 2006     | Malaysia Open       | Lee Chong Wei         | 18:21, 21:18, 21:23         |
| 1.                             | 2006     | Chinese Taipei Open | Lee Chong Wei         | 21:18, 12:21, 21:11         |
| 1.                             | 2006     | Macau Open          | Lee Chong Wei         | 21:18, 18:21, 21:18         |
| 1.                             | 2006     | Hong Kong Open      | Lee Chong Wei         | 21:19, 8:21, 21:16          |
| 1.                             | 2006     | Japan Open          | Taufik Hidayat        | 16:21, 21:16, 21:3          |
| BWF Grand Prix Gold            |          |                     |                       |                             |
| 1.                             | 2008     | Thailand Open       | Boonsak Ponsana       | 17:21, 21:15, 21:13         |
| 1.                             | 2011     | German Open         | Chen Jin              | 21:19, 21:11                |
| 1.                             | 2012     | German Open         | Simon Santoso         | 21:11, 21:11                |
| 1.                             | 2014     | China Masters       | Tian Houwei           | 21:14, 21:9                 |
| 1.                             | 2014     | Chinese Taipei Open | Wang Zhengming        | 21:19, 21:14                |
| 1.                             | 2016     | German Open         | Chou Tien-chen        | 15:21, 21:17, 21:17         |
| 1.                             | [24]2016 | China Masters       | Chen Long             | 21:17, 23:21                |
| BWF Grand Prix                 |          |                     |                       |                             |
| 1.                             | 2007     | German Open         | Chen Yu               | kampflos gewonnen           |
| 1.                             | [23]2015 | Brasil Open         | Pablo Abián           | 21:13, 21:17                |
| IBF-Jugendweltmeisterschaften  |          |                     |                       |                             |
| Bronze                         | 2000     | Guangzhou           | Bao Chunlai           | 4:7, 2:7, 7:0, 7:0, 1:7     |
| ABC-Jugendasienmeisterschaften |          |                     |                       |                             |
| Gold                           | 2000     |                     |                       |                             |